# Villageriz
Villageriz è un comune spagnolo di 65 abitanti situato nella comunità autonoma di Castiglia e León.